# Лорел (Индијана)
Лорел (енгл. Laurel) град је у америчкој савезној држави Индијана.

## Демографија
По попису из 2010. године број становника је 512, што је 67 (-11,6%) становника мање него 2000. године.
| Група             | 2000.       | 2010.       |
| Белци             | 567 (97,9%) | 495 (96,7%) |
| Афроамериканци    | 0 (0,0%)    | 1 (0,2%)    |
| Азијати           | 0 (0,0%)    | 0 (0,0%)    |
| Хиспаноамериканци | 7 (1,2%)    | 13 (2,5%)   |
| Укупно            | 579         | 512         |